# یمین موشه
یمین موشه (عبری: ימין משה‎، به معنی یادبود موسی) یک محله تاریخی در قدس، مشرف به شهر قدیمی است.

## تاریخ

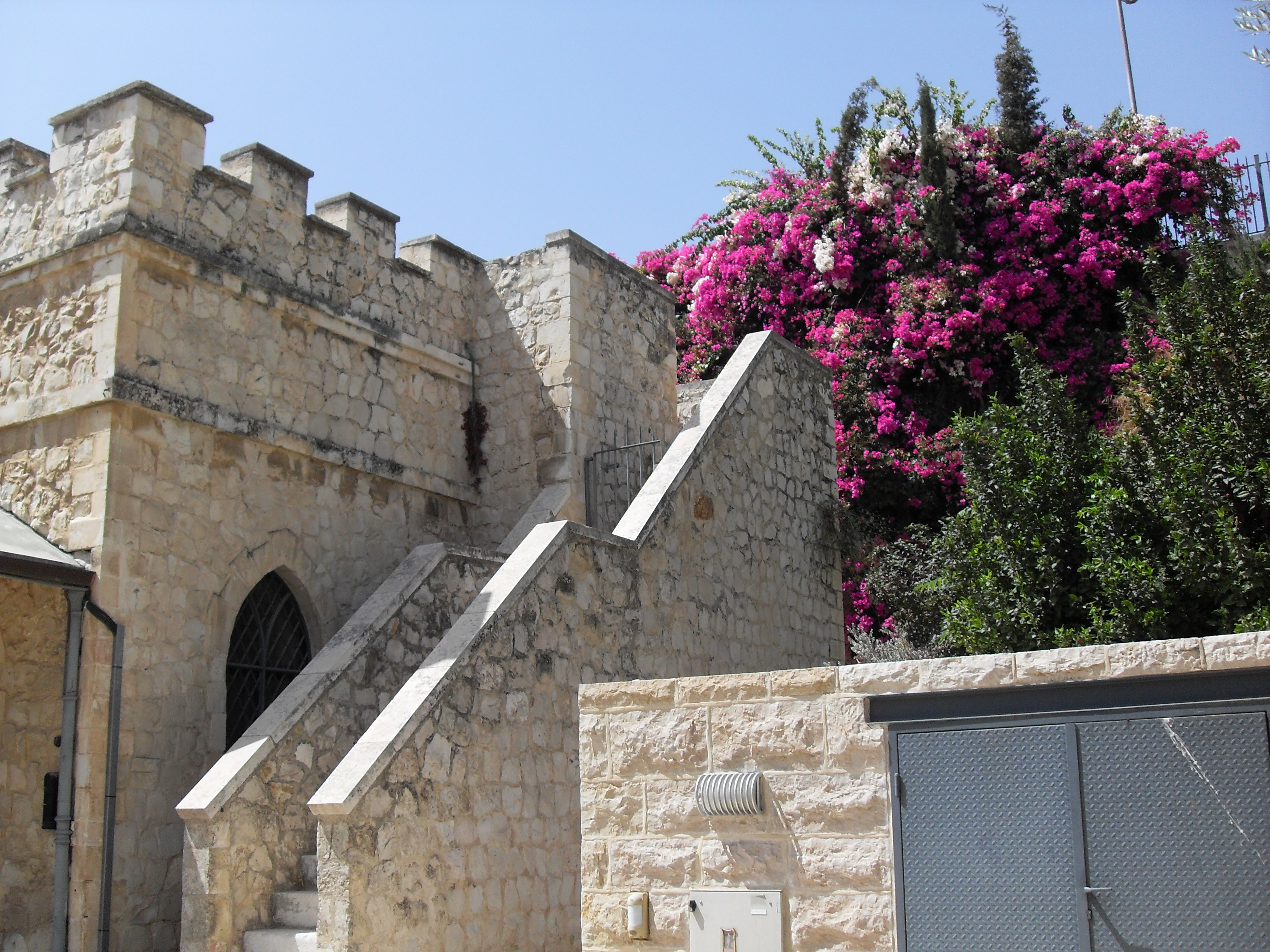
گل کاغذی در مشکونت شعاننیم

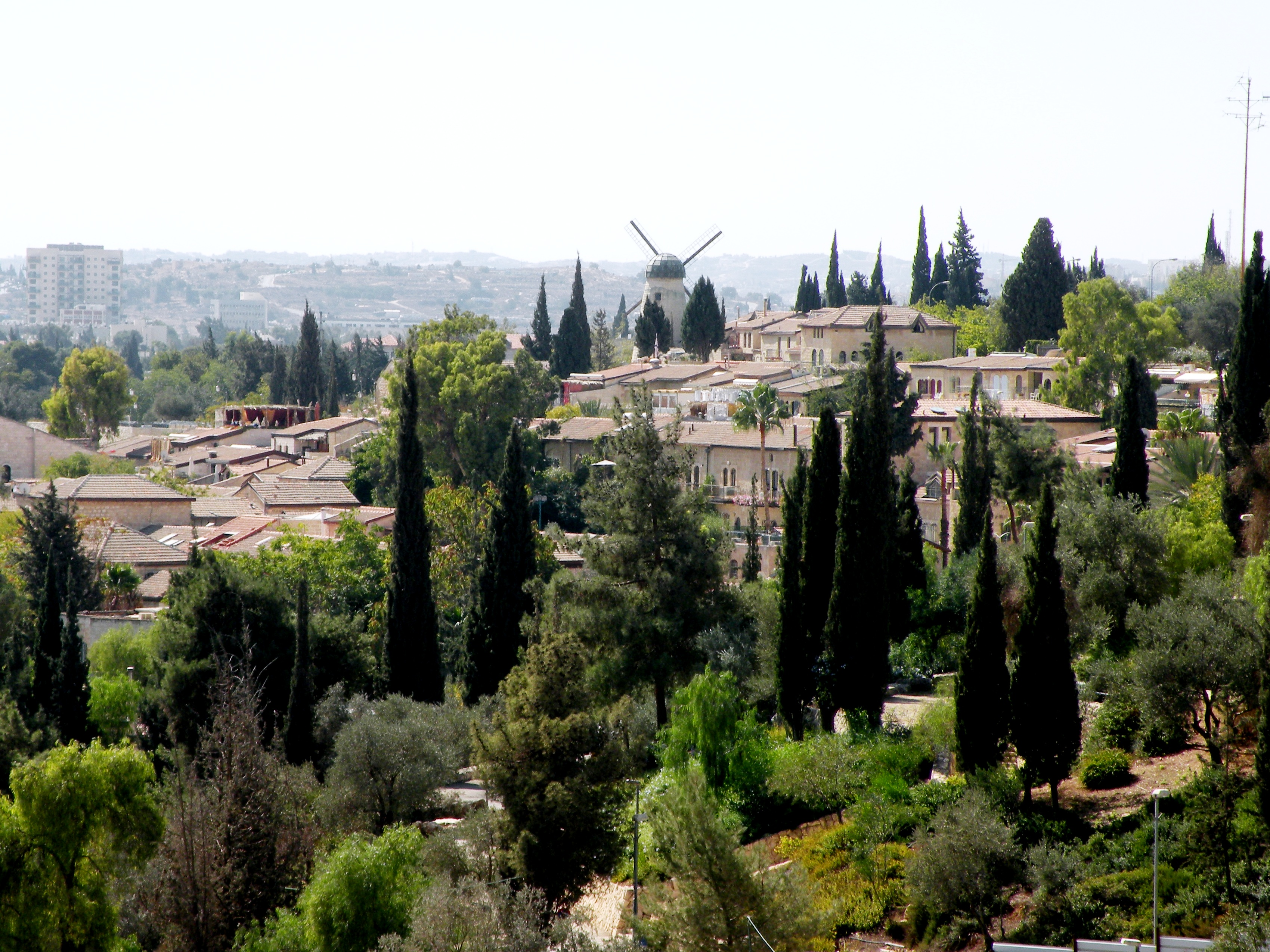
نمایی از یمین موشه

یمین موشه در ۱۸۹۲–۱۸۹۴ توسط صندوق رفاه مونتفیوره تأسیس شد. واقع در خارج از شهر قدیمی قدس، به عنوان راه حلی برای ازدحام بیش از حد و شرایط غیربهداشتی داخل دیوارها تصور شد. صندوق به کار انجام شده توسط بانکدار یهودی بریتانیایی موسی مونتفیوره ادامه می‌داد. این نام به یاد نام کوچک مونتفیوره و آیه ای از کتاب اشعیا است (اشعیا 63:11-12).
این زمین در سال ۱۸۵۵ توسط مونتفیوره با پول دارایی جودا تورو خریداری شد و پس از مونتفیوره و همسرش به کرم موشه ویهودیت، موسی و جودیت وینارد معروف شد.

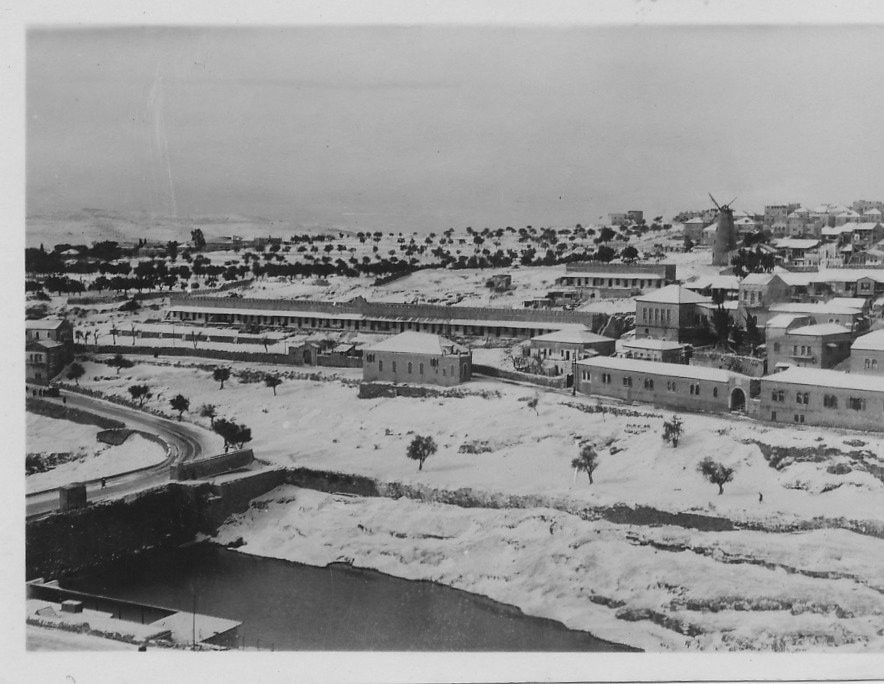
یمین موشه در برف. دهه ۱۹۲۰

### آسیاب بادی
موسی مونتفیوره با ساختن آسیاب بادی در سال ۱۸۵۷ در محله ای که بعداً به محله یمین موشه تبدیل شد، اثری پاک نشدنی بر چشم‌انداز قدس گذاشت. آسیاب بادی در سال ۱۸۶۰ به بهره‌برداری رسید. ایده پشت آن باعث شد ساکنان از اتکای آنها به هالوکا یا خیریه محروم شوند. مونتفیور معتقد بود که یک آسیاب می‌تواند منبع امرار معاش آنها را تأمین کند، اما این آسیاب تقریباً فقط ۱۹ سال کار کرد.

### مشکنوت شعاننیم
اولین پروژه مسکن، شامل دو ردیف ساختمان بود. اولین خانه‌های آن تا سال ۱۸۶۰ تکمیل شد و شامل ۲۸ آپارتمان یک و نیم اتاق بود. این محوطه همچنین دارای مخزن آب با پمپ آهن وارداتی از انگلستان، میقوه و تنور اشتراکی بود. تعداد کمی از مردم در آن زمان به دلیل قرار گرفتن آن در خارج از دیوارهای شهر، در منطقه ای که برای غارتگران بادیه نشین باز بود، آماده زندگی در آنجا بودند. با وجود آپارتمان‌های بهداشتی‌تر و نسبتاً بزرگ‌تر، فقط فقرا این پیشنهاد را پذیرفتند و بنیاد حتی برای متقاعد کردن آنها به پرداخت پول متوسل شد. دور خانه‌ها دیوار کشیده شده بود و دروازه دسترسی در شب قفل می‌شد. ردیف دوم خانه‌های در سال ۱۸۶۶ زمانی که اپیدمی وبا در شهر قدیمی اوج گرفته بود ساخته شد. برخی از مردم در ساعات روز در محله جدید سکنی گزیده بودند، اما از ماندن در آنجا در شب خودداری کرده بودند، اما اکنون کاملاً به آنجا نقل مکان کردند زیرا ثابت شده بود که بیماری تهدیدی بزرگتر از سارقان شبانه بوده‌است.

### یمین موشه
محله یمین موشه در سال‌های ۱۸۹۲–۱۸۹۴ بر روی زمین‌های باقی مانده در اطراف میشکنوت شعاننیم ساخته شد. جوزف سبگ مونتفیوره، برادرزاده موسی مونتفیوره، قراردادهایی را امضا کرد که اجازه پروژه ساخت و ساز در زمین کرم موشه را می‌داد.

### سایر امکانات و پروژه‌ها
مونتفیوره علاوه بر آسیاب بادی که به یهودیان فقیر اجازه می‌داد تا آرد خود را آسیاب کنند، یک ماشین چاپ و کارخانه نساجی ساخت و به تأمین مالی چندین مستعمره کشاورزی کمک کرد. او همچنین تلاش کرد زمین‌های قابل کشت را برای کشت یهودیان به دست آورد، اما محدودیت‌های عثمانی در فروش زمین به غیر مسلمانان با مشکل مواجه شد.
یک ساختمان تاریخی، که اکنون به نام کنفدراسیون جهانی صهیونیست‌های متحد، خانه کنفدراسیون نامیده می‌شود (به مقاله کالمان سلطانیک مراجعه کنید)، در پشت هتل کینگ دیوید و بلافاصله در مجاورت یمین موشه واقع شده‌است و از سال ۱۹۸۴ مرکز موسیقی و شعر قومی را در خود جای داده‌است.

## امروز

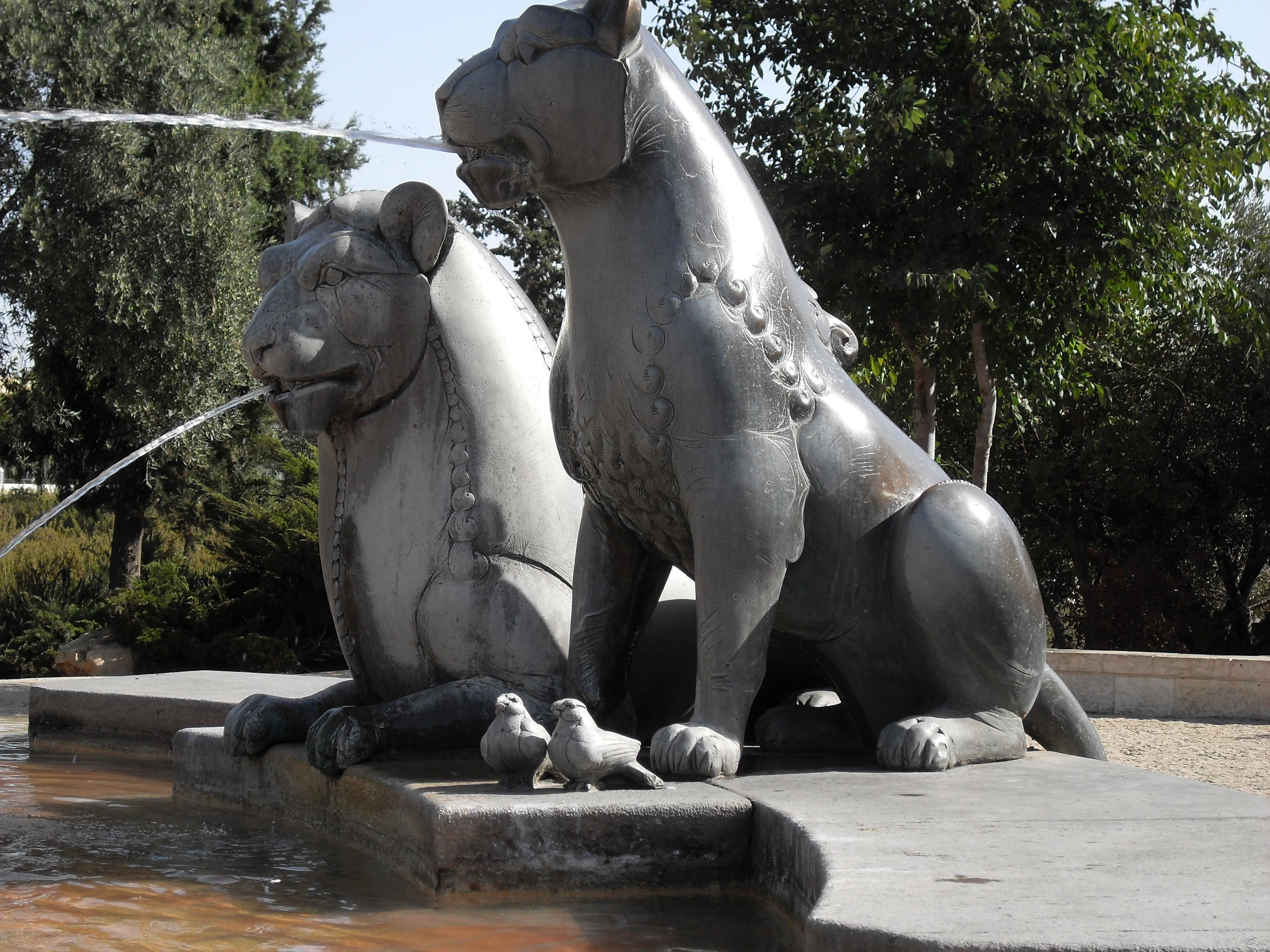
باغ‌های یمین موشه – چشمه شیرها، اورشلیم

یمین موشه اکنون محله‌ای مجلل است که با باغ‌هایی با چشم‌اندازی تمام‌نما از دیوارهای شهر قدیمی احاطه شده‌است و ساختمان‌های میشکنوت شعاننیم به مرکز فرهنگی و مهمانسرای نویسندگان، روشنفکران و موسیقیدانان تبدیل شده‌است.

## ساکنین مشهور
- دانیلا کرتش (متولد ۱۹۸۹)، بازیگر